# 자작극
자작극(영어: self-fabricated scenario)은 남을 속이거나 모략하기 위하여 자신이 직접 나서서 거짓으로 꾸민 사건을 말한다.

## 어원의 유래
한자의 원래 뜻은 "자신이 스스로 지은 연극"이라는 뜻이 었는데
현재는 자신이 남을 속이기 위해 꾸민 사건을 가리키는 의미로 쓰인다.